# 沼田元氣
沼田 元氣（ぬまた げんき）は日本の詩人・写真家。自称の肩書きはポエムグラファー（写真家詩人）・イコイスト・日本孤独の会々員・ひとり歩きの会々長・東京喫茶店研究所々長など。愛称は「ヌマ伯父さん」（ジャック・タチに由来）。
1980年代に前衛芸術家としてデビュー、盆栽を模した格好で様々な事を行う盆栽パフォーマーとして活動。渡米の際には、ニューヨークでアンディ・ウォーホルのテレビ番組に出演した。また、岸野雄一らのニュー・ウェーブバンド「東京タワーズ」にも、一時、参加。
1990年代からは「憩（いこい）」「観光」「お土産」「サンポロジィ」「カフェロジィ」などをキーワードに、写真や文章を発表している。沼田の本のカバーや帯には、「注文の多い著者より」、「本を買った後は、カバーや帯は取りはずしてください」というお願いが付記されている。アート・ディレクターとしても活動し、ジャケットデザインや装丁の仕事も行っている。
2009年から鎌倉で、日本の伝統こけしとロシアのマトリョーシカ専門店の「コケーシカ　KOKE-SHKA」を営業。2011年から雑誌「こけし時代」を編集・発行（発行元：こけし時代社）。マトリョーシカの木地にこけしの絵柄を描いた「コケーシカ」や、こけしの木地にマトリョーシカの絵柄を描いた「マトこけし」を考案した。
2025年、やはり鎌倉で、完全予約制の写真館『街角の憩写真館』を開設。
弟子に川島小鳥がいる。

## 著書
- 憩写真帖 全12巻 青林堂 1994（1200部限定発売）
- ぼくは盆栽（たくさんのふしぎ） 福音館書店 1995.09.
- えろもあ 第1号 「大人の見る絵本」（「S＆Mスナイパー」1996年4月号特別付録）
- えろもあ 第2号 「風流川柳写真帖」 ミリオン出版 1997.12.
- えろもあ 第3号 「特集日本映画のえろもあ集大成」ミリオン出版 1997.4.
- 旅する少女の憩 箱根・湯河原篇 京都書院（京都書院アーツコレクション） 1998.10
- キティちゃんの夢のお散歩 サンリオ写真絵本 サンリオ 1999.5.
- ぼくの伯父さんの東京案内 求龍堂 2000.8
- ぼくの伯父さんの喫茶店学入門 堀内隆志共編著 ブルース・インターアクションズ 2001.8.
- 水玉の幻想 青山出版社 2001.12.
- 一杯の珈琲を飲むためだけに行きたくなる札幌・小樽カフェ喫茶店案内 ここではない別の場所に行きたい人の為のガイドブック 小樽文学館・北国喫茶店研究所編 ギャップ出版 2002.7
- 横浜おでかけガイドブック Le petit voyage avec mon oncle 青山出版社 2002.9.
- 喫茶店百科大図鑑 ぼくの伯父さんのスクラップブック 東京喫茶店研究所編著 ギャップ出版 2002.10.
- 喫茶遺産 Photography of old Japan 編著 平凡社 2002.12.
- 東京スーベニイル手帖 ぼくの伯父さんのお買物散歩ブック 白夜書房 2003.5.
- Poemgraphy ささやき  すずき大和画 ブルース・インターアクションズ 2004.1
- 京都スーベニイル手帖 ぼくの伯父さんの旅のお土産ブック 冬春編 白夜書房 2004.12.
- 雲の上からの手紙 air mailカバーコレクション 編著 ブルース・インターアクションズ 2005.4.
- 雲の上の散歩 airline空港写真帖 編著 ブルース・インターアクションズ 2005.5
- 京都スーベニイル手帖 ぼくの伯父さんの旅のお土産ブック 夏秋編 白夜書房 2005.6.
- Poemgraphy ほほえみ ブルース・インターアクションズ 2005.8.
- 鎌倉スーベニイル手帖 ぼくの伯父さんのお土産散歩ブック 白夜書房 2007.4.
- マトリョーシカ大図鑑 二見書房 2010.10.
- こけし時代 1号、2号、3号、3.5号、4号、5号、6号、7号、8号、9号、10号、11号、12号、13号 こけし時代社 2011-2016
- こけし時代ノートブック こけし時代社
- 丸亀御案内写真帖 丸亀市 2013

## 訳書
- ぼくの伯父さんは、のんきな郵便屋さん ジャック・タチ原作 E.ラモット絵 平凡社 2003.7.